# 2006 QV180
2006 QV180 est un objet transneptunien, dont l'orbite n'est absolument pas contrainte du fait du peu d'observations disponibles.

## Caractéristiques
2006 QV180 mesurerait environ 221 km de diamètre.